# Anésia de Andrade Lourenção
Anésia de Andrade Lourenção -referida también como Anésia A. Lourenção- (São Paulo, 31 de octubre de 1905 - ?) fue una escritora y periodista brasileña que incursionó en el género novela y cuento.
Debutó en 1947 con la novela Estrada de todos, trabajo con el que fue considerada dentro de la oleada de escritoras paulistas de importancia de la década de 1940 junto a Maria José Dupré, Lúcia Benedetti, Ondina Ferreira y Maria Luísa Cordeiro. Además, publicó diversos cuentos en la revista Supplemento del periódico Folha da Manhã, donde también aportó con crónicas y artículos, transformándose en una de las mujeres que más colaboró en dicho medio.